# 破産犯罪
破産犯罪（はさんはんざい）とは、破産法第14章罰則に規定する犯罪をいう。
破産犯罪として処罰の対象とされる行為は、主として、破産手続による債務者の財産関係の清算の公平・公正を害する行為である。